# Cratere Idmon
Idmon è un cratere sulla superficie di Febe.